# Syncope (album)
Syncope jest trzecim albumem zespołu aggrotech Tactical Sekt. Został wydany w 2006. 

## Lista utworów
Wszystkie piosenki zostały napisane i wykonane przez Anthony`ego Mather`a.
1. “Syncope” – 5:49
2. “Dark Sky” – 5:50
3. “American Me” – 4:33
4. “Awaken The Ghost (Final Awakening)” – 5:47
5. “Waiting For The World To End” – 5:16
6. “Bring Me Violence” – 5:22
7. “Not Going To Work That Way” – 5:41
8. “Chosen One” – 6:34
9. “4 Steps To Dysfunction” – 6:38
10. “Not Entertained” – 5:19
11. “Beslan” – 4:52
12. “You’re Fired” – 5:28

## Wykonawcy
- Anthony Mather – wokal, keyboard, programowanie
- Jay Taylor – perkusja
- Marco Gruhn – keyboard